# Officielebekendmakingen.nl
Officielebekendmakingen.nl is een website van de Nederlandse overheid. Deze bestaat uit twee delen, de officiële bekendmakingen in de publicatiebladen van de centrale overheid en decentrale overheden, en de parlementaire documenten. In één keer naar beide zoeken kan op de homepage officielebekendmakingen.nl (niet op zoek.officielebekendmakingen.nl).
Het Kennis- en Exploitatiecentrum Officiële Overheidspublicaties (KOOP) verzorgt deze informatievoorziening.

## Officiële bekendmakingen in de publicatiebladen
Het gedeelte van officielebekendmakingen.nl met officiële bekendmakingen in de publicatiebladen van de centrale overheid en decentrale overheden bevat (hieronder steeds met vermelding van het eerste deel van de identifier van de publicatie; 'nu' is anno 2020):
- Tractatenblad (trb, vanaf 1951, nu ongeveer 200 publicaties per jaar)
- Staatsblad (stb, vanaf eind 1994, nu ongeveer 500 publicaties per jaar)
- Staatscourant (stcrt, vanaf eind 1994, nu ongeveer 70.000 publicaties per jaar)
- Provinciaal blad (prb, vanaf 2013, met een landelijk totaal van ongeveer 8000 publicaties per jaar)
- Gemeenteblad (gmb, vanaf 2013, met een landelijk totaal van ongeveer 300.000 publicaties per jaar)
- Waterschapsblad (wsb, vanaf 2013, met een landelijk totaal van ongeveer 13.000 publicaties per jaar)
- Blad gemeenschappelijke regeling (bgr, vanaf 2015, met een totaal van ongeveer 1000 publicaties per jaar)

Voor elke categorie wordt een publicatie geïdentificeerd met het jaartal en een landelijk doorgenummerd nummer (respectievelijk het tweede en derde deel van de identifier van de publicatie). Voor identificatie is bij decentrale overheden dus geen vermelding nodig van de betreffende gemeente, provincie, waterschap of gemeenschappelijke regeling, maar dat wordt vaak wel gedaan. Het woord "blad" kan hier twee (Staatsblad) of drie betekenissen hebben, bijvoorbeeld "Gemeenteblad" als het landelijke geheel van officiële bekendmakingen van gemeenten, het Gemeenteblad van een bepaalde gemeente als het geheel van officiële bekendmakingen van die gemeente, en de afzonderlijke officiële bekendmaking van een gemeente. Er wordt niet meer gesproken over "een Staatscourant", dit was vroeger de fysieke dagelijkse krant met diverse publicaties. Tegenwoordig bestaat de Staatscourant uit losse "bladen" met elk één publicatie, net als de andere "bladen".
De informatie op officielebekendmakingen.nl van decentrale overheden is niet compleet. Tot eind maart 2020 zijn er bijvoorbeeld van 18 van de 25 veiligheidsregio's bekendmakingen opgenomen in het blad gemeenschappelijke regeling. Van sommige veiligheidsregio's worden bekendmakingen opgenomen in de Gemeentebladen van de betreffende gemeenten, van andere worden ze alleen op de eigen website geplaatst.
Voor elk van de Caribische openbare lichamen is er een afkondigingsblad met publicaties van het Bestuurscollege, vergelijkbaar met het Gemeenteblad. Deze zijn niet opgenomen op officielebekendmakingen.nl.

### Zoeken
Zoekresultaten kunnen worden verfijnd, ook successievelijk steeds verder, op basis van:
- Documentsoort - een van de 7 publicatiebladen, zie boven
- Rubriek
- Type organisatie
- Publicerende organisatie
- Publicatiedatum (vandaag, afgelopen week / maand / jaar)
- Jaargang (kalenderjaar)
- Onderwerp

Van driekwart van de bekendmakingen is het type organisatie gemeente. Wanneer een bepaalde gemeente wordt geselecteerd is in het resultaat het type organisatie niet altijd gemeente, het kan ook regionaal samenwerkingsorgaan zijn. De documentsoort is Gemeenteblad, Staatscourant of Blad gemeenschappelijke regeling.
Wanneer een bepaalde provincie wordt geselecteerd is in het resultaat het type organisatie wel altijd provincie. De documentsoort is Provincieblad of Staatscourant.
Wanneer een bepaald ministerie wordt geselecteerd is in het resultaat het type organisatie Staatsblad of Staatscourant.

## Parlementaire documenten
Het gedeelte van officielebekendmakingen.nl met parlementaire documenten bevat Kamerstukken, Handelingen, Kamervragen, Kamervragen met antwoorden, en agenda's van de Eerste en Tweede Kamer. Het betreft onder meer het volgende:
- Documenten van de regering, zoals een wetsvoorstel met toelichting, een "nota naar aanleiding van het verslag", antwoorden op Kamervragen, of een brief.
- Documenten van een Kamercommissie, zoals een verslag over een wetsvoorstel, met vragen aan de regering.
- Documenten van een of meer Kamerleden, zoals Kamervragen of een motie. Moties worden niet alleen als Kamerstuk, maar ook in de Handelingen opgenomen.
- Het door een minister of staatssecretaris en door Kamerleden ter vergadering gesprokene (in de Handelingen).
- Documenten van buiten, zoals onderzoeksrapporten.
- Een enkele keer wordt een klein koninklijk besluit zowel in de Staatscourant als als bijlage van een Kamerstuk gepubliceerd.[3]

## Meer over het Staatsblad en de Staatscourant
Per 1 juli 2009 in werking getreden onderdelen van de Wet elektronische bekendmaking bepalen dat de uitgifte van het Staatsblad en de Staatscourant elektronisch op een algemeen toegankelijke wijze geschiedt, en dat voor het inzien geen kosten in rekening worden gebracht.
Dit betekent dat de papieren versies van het Staatsblad en de Staatscourant in 2009, na bijna 200 jaar, hebben opgehouden te bestaan. Ze zijn (formeel) alleen nog digitaal beschikbaar. De regel van rechtskracht na bekendmaking blijft bestaan.
De authentieke versie van elektronische bekendmakingen is in portable document format (pdf). Voor sommige documenten wordt alleen deze versie gepubliceerd. Voor veel documenten is er ook een html-versie, maar die verschijnt vaak enkele dagen later.

## Geconsolideerde versie
Een wijziging van een wet wordt meestal bekendgemaakt door de veranderingen aan te geven. Het resultaat, de geconsolideerde versie, staat op een andere website, wetten.nl, zie ook beschikbaarstelling van teksten in geconsolideerde vorm.
Een wijziging van lokale wet- en regelgeving wordt vaak vormgegeven als het ingaan van een in zijn geheel gepresenteerde nieuwe versie met het intrekken van de oude versie. Er is dan dus geen aparte geconsolideerde versie nodig. Soms is er echter bijvoorbeeld een verordening tot wijziging van een verordening, waarin alleen de wijziging staat en niet het resultaat.
Als onderdeel van wetten.nl is er de mogelijkheid te zoeken in lokale wet- en regelgeving. Zo zijn via beide wegen voor bijvoorbeeld de publicatie met identifier bgr-2020-296 betreffende de regeling CVDR638769_1 de naar elkaar gelinkte https://zoek.officielebekendmakingen.nl/bgr-2020-296 (informatie over de bekendmaking) en https://decentrale.regelgeving.overheid.nl/cvdr/xhtmloutput/Historie/Veiligheidsregio%20Hollands%20Midden/638769/CVDR638769_1.html te vinden, waarbij de eerste ook linkt naar https://zoek.officielebekendmakingen.nl/bgr-2020-296.html, die aanvullend een inhoudsopgave met links heeft (net als geconsolideerde versies van wetten op wetten.nl), en https://zoek.officielebekendmakingen.nl/bgr-2020-296.pdf zonder links. De CVDR staat voor Centrale Voorziening Decentrale Regelgeving.
Er wordt gewerkt aan geautomatiseerde consolidatie, en ook het omgekeerde, het uit de bestaande en beoogde nieuwe versie construeren van de wijzigingsregeling. In sommige gevallen kunnen er consolidatievragen overblijven die handmatige behandeling nodig maken.

## Bekendmakingswet
De Bekendmakingswet, voluit Wet van 4 februari 1988, houdende regeling van de uitgifte van het Staatsblad en de Staatscourant en van de bekendmaking en de inwerkingtreding van wetten, algemene maatregelen van bestuur en vanwege het Rijk anders dan bij wet of algemene maatregel van bestuur vastgestelde algemeen verbindende voorschriften regelt de bekendmakingen in het Staatsblad en de Staatscourant.
Het Bekendmakingsbesluit bepaalt dat het Staatsblad en de Staatscourant worden uitgegeven op een bij ministeriële regeling te bepalen internetadres.
De Bekendmakingsregeling bepaalt dat dit www.officielebekendmakingen.nl is.

## Besluit bekendmaking en beschikbaarstelling regelgeving decentrale overheden
Het Besluit van 9 december 2008, houdende nadere regels in verband met de bekendmaking van besluiten die algemeen verbindende voorschriften inhouden van organen van gemeenten, provincies, waterschappen en de publiekrechtelijke bedrijfsorganisatie, alsmede in verband met de beschikbaarstelling van geconsolideerde teksten van deze besluiten (Besluit bekendmaking en beschikbaarstelling regelgeving decentrale overheden) (soms afgekort als Bbbrdo), samen met de Regeling elektronische bekendmaking en beschikbaarstelling regelgeving decentrale overheden, bepaalt onder meer:
- Het gemeenteblad wordt uitgegeven op een door het college van burgemeester en wethouders te bepalen internetadres.
- Indien het afkondigingsblad, bedoeld in (..) de Wet openbare lichamen Bonaire, Sint Eustatius en Saba, elektronisch wordt uitgegeven, geschiedt dat door plaatsing op een door het bestuurscollege te bepalen internetadres.
- Het provinciaal blad wordt uitgegeven op een door gedeputeerde staten te bepalen internetadres.
- Het waterschapsblad wordt uitgegeven op een door het dagelijks bestuur van het waterschap te bepalen internetadres.
- Onze Minister van Binnenlandse Zaken en Koninkrijksrelaties stelt nadere regels over de uitgifte en de beschikbaarheid van publicatiebladen als bedoeld in (..) de Wet gemeenschappelijke regelingen.

De publicaties worden uitgegeven en beschikbaar gehouden in het bestandsformaat PDF/A-1a (ISO 19005-1:2005) of PDF/A-2a (ISO 19005-2:2011). Publicaties die persoonsgegevens bevatten waarbij het uit een oogpunt van privacybescherming ongewenst is dat deze door middel van een zoekmachine kunnen worden gevonden, kunnen worden uitgegeven en beschikbaar gehouden in het bestandsformaat PDF/A-1b (ISO 19005-1:2005) of PDF/A-2b (ISO 19005-2:2011). Onderdelen worden uitgegeven en beschikbaar gehouden in het bestandsformaat GML-XML, voor zover het de geometrische begrenzing van gebieden betreft. Dit laatste houdt verband met de komende invoering van de Omgevingswet. Publicaties in het kader van de Omgevingswet gaan de generieke infrastructuur voor officiële publicaties gebruiken.
In geconsolideerde vorm zijn, met bepaalde beperkingen, voor een ieder beschikbaar door plaatsing op internet, de teksten die algemeen verbindende voorschriften inhouden, van besluiten:
- van het gemeentebestuur
- van het eilandsbestuur van de openbare lichamen Bonaire, Sint Eustatius en Saba
- van het provinciebestuur
- van het waterschapsbestuur
- van de Sociaal-Economische Raad
- in het geval van een gemeenschappelijke regeling, van het bestuur van een openbaar lichaam e.d., afhankelijk van het geval.

## Wet elektronische publicaties
De Wet van 1 juli 2020 tot wijziging van de Bekendmakingswet en andere wetten in verband met de elektronische publicatie van algemene bekendmakingen, mededelingen en kennisgevingen (Wet elektronische publicaties) bepaalt dat alle wettelijk voorgeschreven bekendmakingen, mededelingen en kennisgevingen van (voorgenomen) besluiten die niet tot een of meer belanghebbenden zijn gericht, worden gedaan in de officiële elektronische publicatiebladen van de openbare lichamen waartoe de bestuursorganen behoren. Daarbij dienen deze publicatiebladen op gestandaardiseerde wijze te worden gepubliceerd op officielebekendmakingen.nl.
Met een bekendmaking wordt hier bedoeld een bekendmaking van algemeen verbindende voorschriften en andere besluiten die niet tot een of meer belanghebbenden zijn gericht. Voor overige publicaties wordt de term mededeling gebruikt voor de publicatie van een integrale tekst, en de term kennisgeving voor de publicatie van de zakelijke inhoud van een tekst onder verwijzing naar een vindplaats elders via elektronische of fysieke terinzagelegging.
De wet voorziet daarmee in twee uitbreidingen van de bestaande wetgeving, de toevoeging van mededelingen en kennisgevingen, en het verplicht meedoen van gemeenschappelijke regelingen. Verder worden de wettelijke bepalingen, die voor zover ze al bestaan nu verspreid zijn over veel wetten, bij elkaar gezet in de nieuwe versie van de Bekendmakingswet. Ook zijn er wijzigingen die verband houden met de komende invoering van de Omgevingswet, met integratie van omgevingsbesluiten in het systeem van regelingen.
Voor zover een gemeenschappelijke regeling een bevoegdheid in mandaat uitoefent namens een orgaan van een gemeente, provincie of waterschap, dienen bekendmakingen, mededelingen of kennisgevingen plaats te vinden in het publicatieblad van de betreffende gemeente, de betreffende provincie of het betreffende waterschap.
Openbare lichamen, bedrijfsvoeringsorganisaties en gemeenschappelijke organen in de zin van de Wgr worden verplicht om een eigen publicatieblad op officielebekendmakingen.nl uit te geven.
Bijlagen die eerder soms alleen op een fysieke locatie ter inzage gelegd werden, worden nu ook op of via officielebekendmakingen.nl elektronisch beschikbaar gesteld. Uitgezonderd kunnen zijn normen van niet-publiekrechtelijke aard; deze worden eventueel nog steeds alleen op een fysieke locatie kosteloos ter inzage gelegd. Zie ook Openbaarheid en gebruikskosten van NEN-normen .
Voor de afkondigingsbladen van de openbare lichamen Bonaire, Sint Eustatius en Saba geldt dat elektronische publicatie en opname op officielebekendmakingen.nl niet verplicht worden, omdat volgens de regering het gebruik van internet op Bonaire, Sint Eustatius en Saba minder algemeen gangbaar is dan in Europees Nederland.
In alle gevallen wordt ook de publicatie van een geconsolideerde versie verplicht.

## De termregeling
De term regeling wordt bij overheidspublikaties enerzijds specifiek gebruikt voor ministeriële regeling, zoals in Regeling elektronische publicaties, die te onderscheiden is van de Wet elektronische publicaties en het Besluit elektronische publicaties, en anderzijds meer algemeen, zodat onder meer alle drie de soorten publikaties eronder vallen.